# Duc Chu de Qin
Chu de Qin (chinois : 秦出公) (né en 389 av. J.-C. ou 388 av. J.-C. et mort en 385 av. J.-C.) était un duc de Qin durant la Période des Royaumes combattants. Il régna de 386 av. J.-C. à 385 av. J.-C.. 

## Accession au trône
Le prince était le fils du duc Hui de Qin. Quand son père meurt en 386 av. J.-C., il devint le duc à l’âgé de deux ans et sa mère devint la régente, et son jeune âge créa beaucoup de instabilité au somme de l’État. 
En 385 av. J.-C., le ministre Jun Gai (菌改) se rebella contre le jeune duc et demanda le retour du prince exilé Ying Lian, le prince héritier du duc Ling de Qin, escorté par la force rebelle le prince Ying Lian entra dans la capitale, le jeune duc et sa mère furent tués.  